# Empire EP
Empire EP (traducido como Imperio) es el segundo EP y primer EP oficial lanzado por la banda de metalcore The Word Alive, publicado en julio de 2009.

## Historia
En los primeros meses del 2009, un demo de How To Build An Empire fue subido a la red por la banda, este cuenta con las vocales de Smith, el que fue su nuevo vocalista desde la expulsión de Craig Mabbitt, a finales del 2008.
Este EP fue lanzado el EP generó el 21 de julio de 2009, grabado en los estudios musicales Wade en Ocala, FL. Fue el primer trabajo oficial de la banda, lanzado por Fearless Records, posicionándose en el puesto #15 en el Billboard Top Heatseekers.
Battle Royale y The Only Rule Is That There Are No Rules, este último contó con un video musical, donde la banda aparecía tocando en vivo en uno de sus conciertos, fue estrenado el 23 de abril de 2010 y aparece Justin Salinas tocando la batería, a pesar de que las percusiones de este trabajo fueron grabadas por Tony Aguilera, el que dejó la banda a inicios del 2010.
Las pistas Inviting Eyes y Casanova Rodeo, ya no pueden ser tocadas en vivo, ya que su antiguo vocalista, Craig Mabbitt, demandó a la banda, ya que las canciones fueron compuestas por él, y sin su permiso las regrabaron.
Battle Royale, fue regrabada para su álbum debut, Deceiver, el que fue lanzado el 31 de agosto de 2010, siendo también producido por Andrew Wade.
Actualmente, desde "This world is our tour" con Escape The Fate, la banda está tocando "Casanova Rodeo".

## Listado de canciones
Todas las canciones escritas y compuestas por The Word Alive. 
| N.º | Título                                       | Duración |  |
| 1.  | «"Battle Royale"»                            | 3:56     |  |
| 2.  | «"Quit While You're Ahead"»                  | 3:44     |  |
| 3.  | «"Casanova Rodeo"»                           | 3:40     |  |
| 4.  | «"The Only Rule Is That There Are No Rules"» | 3:57     |  |
| 5.  | «"Inviting Eyes"»                            | 3:25     |  |
| 6.  | «"How To Build An Empire"»                   | 4:39     |  |

## Personal
- Tyler Smith - voces
- Tony Pizzuti - guitarra principal, coros
- Zack Hansen - guitarra rítmica, coros
- Nick Urlacher - bajo
- Dusty Riach - sintetizadores, programación, teclados
- Tony Aguilera - batería, percusión